# National Brewing Company

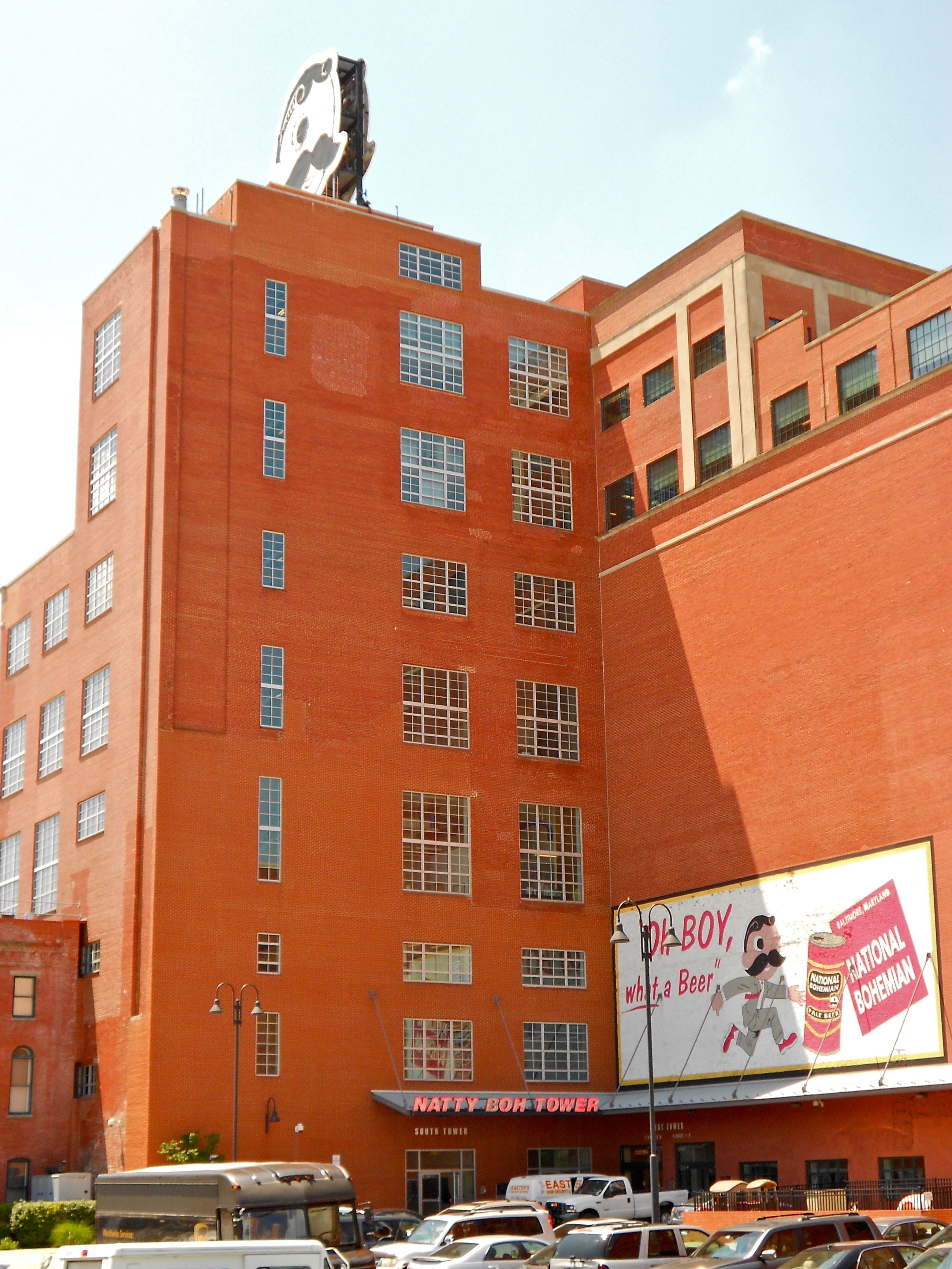
Das Gebäude der National Brewing Company in Baltimore im Jahr 2012.

Die National Brewing Company war eine US-amerikanische Brauerei in Baltimore, die 1885 gegründet und im Jahr 1975 mit der Carling Brewing Company zu Carling-National Breweries verschmolzen wurde.

## Geschichte

### Gründung bis Prohibition
Im Jahr 1850 Gründete der deutsche Einwanderer John Baier eine Brauerei mit dem Namen John Baier’s Brewery in Baltimore. Diese betrieb er bis zu seinem Tod im Jahre 1866, anschließend übernahm seine Witwe Anna Maria Wunder die Brauerei. Sie heiratete später Frederick Wunder, mit dem sie die Brauerei weiterbetrieb. 1872 wurde daraus die Wunder Brewery in Baltimore. Zur Begleichung der Schulden wurde die Wunder Brewery 1885 von Levis Söhnen Joseph L. und William L. Straus übernommen.
Die Straus-Brüder benannten die Brauerei in National Brewing Company um. Innerhalb der folgenden zwei Jahre investierten sie ungefähr 125.000 US-Dollar in die Renovierung der Anlagen. Die Investitionen zahlten sich aus: Die Brauerei etablierte sich schnell im Markt Baltimore. 1892 zerstörte ein Feuer große Teile der Brauerei. Bis zum Jahr 1899 wurden jedoch erneut circa 100.000 US-Dollar zur Reparatur der Schäden investiert und die National Brewing Company entwickelte sich zur zweitgrößten Brauerei in Baltimore.
1899 wurde die Brauerei ein Teil der Maryland Brewing Company, einem Konsortium, dem mehrere Brauereien angeschlossen wurden, so beispielsweise auch die Globe Brewing Company und die Gunther Brewing Company. Zwei Jahre später wurde dieses Konglomerat zur Gottlieb-Bauernschmidt-Straus Brewing Company umorganisiert. 1912 wurde eine zweite Abfüllanlage mit einer Tageskapazität von 100 Barrel errichtet. Am 16. Januar 1920 wurde die Brauerei in Folge der Prohibition geschlossen. Die Anlagen wurden verkauft, die Gebäude am 18. November 1925 von der Linthicum Realty Company übernommen.

### Ende der Prohibition und Expansion
Mit der Beendigung der Prohibition wurde die National Brewing Company 1933 unter dem neuen Besitzer Samuel Hoffberger wieder eröffnet. Die alten Brauereigebäude wurden renoviert, neue Anlagen beschafft und weitere Gebäude errichtet. Die Brauerei verfügte zu dieser Zeit über eine jährliche Produktionskapazität von circa 250.000 Barrel.
Innerhalb eines halben Jahres stieg die Nachfrage nach National-Bier, namentlich den Marken National Bohemian und National Premium, so stark an, dass die Brauerei erneut expandierte und schließlich einen Jahresausstoß von 438.000 Barrel erreichte. 1933 wurde das Firmenmaskottchen, Mr. Boh, eingeführt. Dessen Name leitet sich von der verkürzten Aussprache von National Bohemian („Natty Boh“) ab.
1940 wurde das Abfüllhaus um ein weiteres Stockwerk erweitert. Nach Ende des Zweiten Weltkriegs stieg Hoffbergers Sohn Jerold 1945 als Schatzmeister in das Unternehmen ein. Ein Jahr später wurde er Präsident. 1952 wurde ein neues zehnstöckiges Brauhaus errichtet. Zwei Jahre später begann die National Brewing Company, Akquisitionen kleinerer Brauereien durchzuführen: Altes Brewery (1954, Detroit), Marlin Brewery (1956, Orlando), Produktionsstandort der Anheuser-Busch-Brauerei (1961, Miami). Mit dem Kauf der Brauerei in Miami wurde die Produktion in Orlando eingestellt.

### 1950er-Jahre und Zusammenschluss mit Carling
Die National Brewing Company war zu dieser Zeit Sponsor der Baltimore Colts. 1963 führte die Brauerei die heute noch populäre Malt-Liquor-Marke Colt 45 ein. Deren Name leitet sich angeblich vom Colts-Spieler Jerry Hill ab, der die Nummer 45 trug.
1964 erreichte die Brauerei einen Jahresausstoß von 1.000.000 Barrel. Zwei Jahre später wurde die Carling Brewery (Phoenix) akquiriert, womit auch eine Übernahme der Sponsorentätigkeit für die Baltimore Orioles einherging. 1973 wurde die Brauerei in Detroit geschlossen. 1975 wurden die Carling Brewing Company (Cleveland) und die National Brewing Company zur Carling-National Breweries, Inc. verschmolzen. Die Brauerei in Miami wurde daraufhin geschlossen.
Die Gebäude der National Brewing Company in Baltimore wurden nicht abgerissen und können heute noch gesehen werden. Die zum Teil von Otto Wolf (Bierkeller von 1899) und Paul W. Backhus (Gebäudeteile von 1933) geplanten Gebäude sind seit dem Jahr 2002 im National Register of Historic Places als Baudenkmal gelistet.